# Gabriel Izard
Joseph Gabriel Pierre Izard, född 28 september 1901 i Bagnères-de-Luchon i Haute-Garonne, död 21 oktober 1971 i Toulouse, var en fransk bobåkare. Han deltog vid olympiska vinterspelen 1924 i Chamonix i det franska andralaget i fyrmansbob, som slutförde tre av fyra åk och blev oplacerade.